# (5661) Hildebrand
(5661) Hildebrand (1977 PO1) – planetoida z pasa głównego asteroid okrążająca Słońce w ciągu 7,88 lat w średniej odległości 3,96 j.a. Odkryta 14 sierpnia 1977 roku.